# Antoniu Bonifaziu
Antoniu Bonifaziu, també conegut com a Tiziu (Ersa, 1866 - Niça, 1933) fou un escriptor cors. Treballà com a professor d'italià a l'ensenyament secundari. Va compondre nombrosos estudis sobre Còrsega i amb Paul Arrighi va editar l'almanac Annu Corsu. El 1925 va compondre una A prima grammatichella corsa, que serà bàsica en la normalització literària del cors d'aquells anys. És autor de comèdies i alguna poesia.

## Obres
- E galline di Zia Mega. Scappa Scappa Trè quadretti (1923)
- All'urna (1923)
- U Scupatu (1923)
- Frutti d'imbernu (1924), poesia
- A prima grammatichella corsa (1926)
- Prima di more